# Sign of the Times (album)
Sign of the Times je studiové album německého trancového dua producentů a DJů Cosmic Gate. Album vyšlo 23. března 2009 v Německu.

## Seznam skladeb
| Pořadí | Název             | Featuring            | Délka |
| ------ | ----------------- | -------------------- | ----- |
| 1.     | Open Your Heart   | Tiff Lacey (zpěv)    | 7:05  |
| 2.     | London Rain       |                      | 6:06  |
| 3.     | Flatline          | Kyler England (zpěv) | 6:35  |
| 4.     | Sign Of The Times |                      | 6:08  |
| 5.     | Under Your Spell  | Aruna (zpěv)         | 5:24  |
| 6.     | Not Enough Time   | Emma Hewitt (zpěv)   | 5:40  |
| 7.     | FAV               |                      | 6:32  |
| 8.     | Trip To PD        |                      | 6:34  |
| 9.     | Only Time         | Tommy Clint (zpěv)   | 4:46  |
| 10.    | Arctic Sunset     |                      | 6:14  |
| 11.    | Body Of Conflict  | Denise Rivera (zpěv) | 5:14  |
| 12.    | Whatever          |                      | 6:15  |
| 13.    | Seize The Day     | Jades (zpěv)         | 4:55  |